# FIA WTCC holland nagydíj
A FIA WTCC holland nagydíj a 2007-es szezonban került megrendezésre a Circuit Park Zandvoort-on Hollandiában. A holland versennyel helyettesítették a versenynaptárból törölt Mexikó Nagydíjat, amit 2008-ban már megtartottak.

## Futamgyőztesek
| Év   | Versenyző                      | Gyártó    | Helyszín  | Összefoglaló |
| ---- | ------------------------------ | --------- | --------- | ------------ |
| 2007 | 1. verseny : Alain Menu        | Chevrolet | Zandvoort | Összefoglaló |
| 2007 | 2. verseny : Gabriele Tarquini | SEAT      | Zandvoort | Összefoglaló |